# Mine d'uranium Ranger

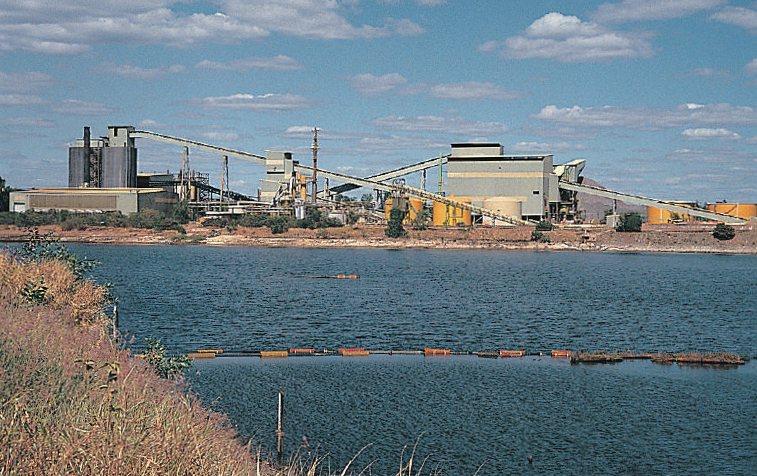
L'usine de Ranger.

La mine d'uranium Ranger est une mine d'uranium située dans le parc national de Kakadu, à 8 km à l'est de Jabiru (à 230 km à l'est de Darwin) dans le Territoire du Nord en Australie. L'exploitation de cette mine dans un parc classé au patrimoine mondial est controversée en raison de son impact sur l'environnement. Après avoir extrait plus de 4 000 tonnes par an de concentrés d'oxyde d'uranium, la production de la mine est descendue à 2 000 tonnes en 2014, et l'exploitant envisage de l'arrêter en 2015.

## Histoire
Le minerai a été découvert en 1969, mais la mine n'a été mise en service qu'en 1980, l'usine associée atteignant sa pleine production d'oxyde d'uranium en 1981.
La mine et l'usine sont exploitées par "Energy Resources of Australia" (ERA), filiale à 68 % du groupe Rio Tinto.
L'uranium extrait à Ranger est vendu pour être utilisé dans les centrales nucléaires au Japon, en Corée du Sud, au Royaume-Uni, en France, en Espagne, en Allemagne, en Suède et aux États-Unis.
Le premier massif a fini d'être exploité à la fin de 1995, et un second site, dit « Ranger 2 » a commencé à être exploité en 1997, tous deux à ciel ouvert. 
À la suite de la catastrophe de Fukushima en 2011, les cours de l'uranium chutent, ce qui diminue l'intérêt économique de l'exploitation de cette mine.
En juin 2015, le projet d'exploiter un autre site, intitulé Ranger 3, est annulé, et la fermeture de la mine est envisagée.

## Procédé industriel d'extraction
Le minerai est d'abord concassé en poudre fine puis lessivé par de l'acide sulfurique. La solution est ensuite séparée des résidus solides puis l'uranium est ensuite extrait par des solutions de kérosène avec des amines  comme solvant. 
Le solvant est ensuite enlevé avec une solution de sulfate d'ammonium et d'ammoniac gazeux. 
Le diuranate d'ammonium est ensuite précipité par augmentation de pH et le précipité est concentré par centrifugation puis séché et transformé en oxyde d'uranium (U3O8) dans un four.
Au début de 2006, ERA a annoncé un agrandissement de son usine avec un nouveau procédé de transformation qui permettra d'exploiter des minerais à plus faible concentration en uranium. Ce procédé permet de produire 4000 tonnes de concentré d'oxyde d'uranium par an de 2008 à 2014.

## Environnement
Le site est source de poussières légèrement radioactives, de rejets dans le milieu superficiel et d'une production de déchets légèrement radioactifs. Les stériles contiennent des substances indésirables et écotoxiques pouvant être érodées et emportée par l'eau. Des mesures et recherches faites sur les crassiers de la mine d'uranium Ranger ont en effet montré que les terrils de roche non gérés étaient 10 à 100 fois plus sensibles à l'érosion que les versants adjacents naturel locaux constitués du même matériau. SJ Riley (de l'ERISS) précise que « les matières limoneuses et argileuses sont les premières à être érodées, et il y a de solides preuves qu'il n'existe pas de seuil bas en dessus duquel l'érosion n'existe pas et que même le plus petit des flux d'eau traversant un crassier de stériles peut l'éroder et transporter certains matériaux ». La surface érodable d'un terril et l'élimination préférentielle des particules fines limono-argileux peuvent dégrader les écosystèmes à la fois sur le terril et en aval de ses pentes. Une végétalisation gérée peut fortement limiter ces risques. Des enjeux de stabilité existent aussi pour les bords de mines ouvertes et les plateforme et voies constituées de stériles.
Le milieu aquatique (billabongs qui sont des bras morts restant en eau en saison sèche et la rivière Magela drainant le bassin où est située la mine d'uranium Ranger fait l'objet depuis 2001 d'un suivi avec biomonitoring. Les chercheurs ont à cette occasion constaté une bioconcentration importante du radium par une espèce locale de moule d'eau douce (Velesunio angasi). Cette moule qui était la plus contaminée à environ 20 km en aval de la mine concentre le radium diffusé avec l'eau. Le radium semble prendre la place du calcium dans l'organisme de la moule, d'autant plus que le calcium est rare dans le milieu et moins quand il est abondant. Une modélisation a été faite sur la base des données disponible, qui laisse penser que le radium a une « demi-vie biologique » longue, estimée à environ 13 ans pour cette espèce. Les moules du bassin versant du ruisseau Magela se sont montrées capables de bioconcentrer le radium à raison de 30 000 à 60 000 fois la teneur du milieu (dans leur chair, mais du radium pourrait aussi être accumulé dans les coquilles).
À l'occasion d'une prolifération d'Eleocharis dulcis dans un bassin de lagunage industriel, visant à épurer des effluents de l'usine et de la mine, des chercheurs (étude publiée en 2004) ont montré que cette plante bioaccumulait lentement mais efficacement de l'uranium dans ses racines et rhizomes après l'avoir capté dans l'eau.